# Itiúba
Itiúba là một đô thị thuộc bang Bahia, Brasil. Đô thị này có diện tích 1730,792 km², dân số năm 2007 là 34696 người, mật độ 20,5 người/km².